# Flughafen Izumo

i8
i11
i13
Der Flughafen Izumo (japanisch 出雲空港 Izumo-Kūkō, IATA-Code: IZO, ICAO-Code: RJOC) ist ein kleiner Verkehrsflughafen der Stadt Izumo in Japan. Der Flughafen liegt etwa 10 Kilometer nordöstlich vom Stadtzentrum Izumo direkt am Ufer des Shinji-Sees. Von hier gibt es derzeit (2009) nur Inlandsverbindungen. Zur Verlängerung der Start- und Landebahn musste ein Stück Land aufgeschüttet werden. Der Flughafen Izumo gilt nach der japanischen Gesetzgebung als Flughafen 3. Klasse.